# Jakob Bogdani
Jakob Bogdani, také Jakub James Bogdani, Jakub Bogdan, Jacob Bogdány (6. května 1658 Prešov– 11. listopadu 1724 Londýn, Finchley) byl barokní malíř slovenského původu, známý svými zátišími a malbami exotických ptáků.

## Život
Bogdani se narodil v Prešově. V roce 1684 odešel do Amsterdamu, kde žil a pracoval, dokud se v roce 1688 nepřestěhoval do Londýna.
V Amsterdamu se seznámil s maďarským typografem Miklósem Tótfalusim Kisem, rovněž studujícím v Nizozemsku. V Londýně našel úspěch jako specializovaný malíř zátiší a ptáků na dvoře královny Anny a několik jeho obrazů se stalo součástí královské sbírky. Jedním z jeho hlavních patronů byl admirál George Churchill, bratr vévody z Marlborough, jehož slavná voliéra ve Windsorském parku mohla dodávat náměty pro některé jeho obrazy.[3]

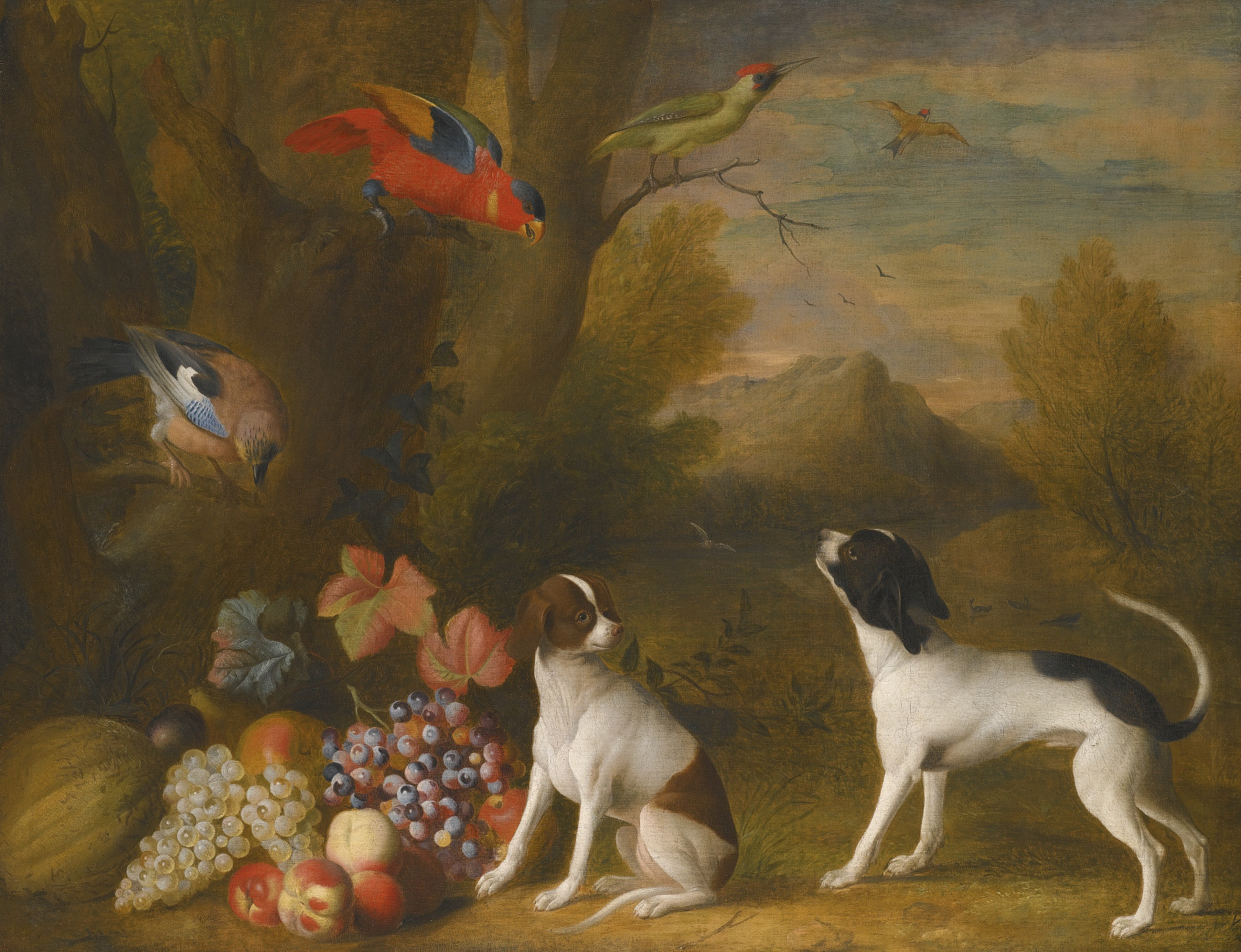
Jakob Bogdani: Krajina s exotickými ptáky a dvěma psy

Bogdani si vzal Elizabeth Hemmingsovou, se kterou měl dvě děti, Williama, který se stal prominentním britským státním úředníkem, a Elizabeth, která se provdala za malíře Tobiase Stranovera. Ovlivnil malíře ptáků Marmaduke Cradocka. Zemřel ve Finchley v severním Londýně.

## Dílo
Jeho ptačí malby představovaly řadu exotických druhů, jako jsou kakaduové, ary a mynas, které byly v té době pravděpodobně dovezeny do evropských zvěřinců. Smíchal je se známými evropskými ptáky, jako jsou sýkory koňadry a modřinky, žluny zelené a sojka obecná. Často maloval ptáky s červeným peřím, jako je šarlatový ibis, červený avadavat nebo severní kardinál. V jeho krajinách se obvykle tísnilo mnoho ptáků; výjimkou byli velmi uznávaní Dva islandští sokoli, namalovaní kolem konce 17. století nebo počátku 18. století. V současné době je tento obraz v Nottingham Castle Museum and Art Gallery a zobrazuje dva sněhově bílé gyrfalcony.
Jeden z jeho obrázků byl použit jako obal alba Procol Harum z roku 1974 s názvem Exotic Birds and Fruit.
Několik jeho obrazů je vystaveno v Maďarské národní galerii a Muzeu výtvarných umění v Budapešti.
Slovenská národní galerie má kolekci jeho děl Květinové zátiší, Zátiší s kyticí a ovocem, Zápas kohoutů a Kočky mezi kohouty. Východoslovenská galerie v Košicích vlastní jeho plátno Květinové zátiší s červenými a bílými hřebíčky.